# The Parent Trap
The Parent Trap (bra: Operação Cupido; prt: Pai para Mim... Mãe para Ti) é um filme infantil estadunidense de 1998, dos gêneros aventura e comédia romântica, co-escrito e dirigido por Nancy Meyers, produzido e co-escrito por Charles Shyer para a Walt Disney Pictures.
É um remake do filme de 1961 com o mesmo nome e uma adaptação do romance alemão de Erich Kästner, Das doppelte Lottchen.
Dennis Quaid e Natasha Richardson estrelam como um casal divorciado que se separou logo após o nascimento das mesmas filhas gêmeas; Lindsay Lohan (em sua estreia no cinema) faz as gêmeas Hallie Parker e Annie James, que se reencontram por acaso no acampamento de verão depois de separadas no nascimento. David Swift escreveu o roteiro do filme original de 1961, baseado em Das doppelte Lottchen. A história é comparável à do filme de 1936, Three Smart Girls. Swift é creditado junto com Meyers e Shyer como co-autores da versão de 1998.

## Enredo
Em 1986, o americano enólogo proprietário de uma adega Nick Parker (Dennis Quaid) e a designer de moda britânica de vestido de casamento Elizabeth James (Natasha Richardson) se conhecem e se casam durante um cruzeiro marítimo no transatlântico Queen Elizabeth 2. Após o nascimento de suas filhas gêmeas, Annie e Hallie (Lindsay Lohan), Nick e Elizabeth se divorciam e perdem o contato, eles fazem um acordo que cada um dos pais irá ficar uma das gêmeas, sem contar a ela sobre sua irmã. Nick leva Hallie para Napa Valley e e se torna um rico produtor de vinho, enquanto Elizabeth leva Annie para Londres e se torna uma famosa e bem sucedida estilista de vestidos de noiva. Mais de 11 anos depois, em 1997, Nick e Elizabeth coincidentemente mandam suas filhas para o mesmo acampamento de verão em Maine, chamado "Acampamento Walden". Hallie e Annie se encontram e observam que são exatamente iguais. A hostilidade entre as duas meninas levam a uma travessura, que termina quando a diretora do acampamento e sua assistente caem em uma das armadilhas de Hallie e envia as meninas para a "Cabana do Isolamento". Vivendo juntas na cabana, Hallie e Annie descobrem que nasceram no mesmo dia, e que cada uma tem a metade de uma foto do casamento de seus pais. Percebendo que são gêmeas, as meninas armam um plano para conhecer seus pais, trocando de lugar, obviamente sem eles saberem.
Ao final do acampamento, as gêmeas colocam o plano em ação. Hallie, finge ser Annie e vai para o Reino Unido para conhecer sua mãe e seu avô materno, Charles, e o mordomo da família Martin (Simon Kunz). Annie finge ser Hallie e vai para a Califórnia encontrar seu pai, sua babá, Chessy (Lisa Ann Walter), seu cão Sammy, e a jovem noiva oportunista de Nick, Meredith Blake (Elaine Hendrix), que só está interessada no dinheiro de Nick. Angustiada com Meredith, Annie telefona para Hallie e convence a irmã de levar Elizabeth para a Califórnia para acabar com o noivado. No entanto, Charles pega Hallie no telefone, e Chessy descobre que Annie estava lá o tempo todo, em vez de Hallie. Logo todos descobrem a identidade das meninas, exceto Nick. Para colocar Nick e Elizabeth juntos, Hallie, Annie, Chessy, Martin e Charles conspiram para reuni-los em um hotel em São Francisco, em que Nick vai estar para conhecer os pais de Meredith. Elizabeth pede a Martin para acompanhar Hallie e ela na viagem. Depois de algumas confusões no hotel, Nick e Elizabeth finalmente se reencontram de uma forma inesperada, e ele finalmente descobre sobre a troca. As meninas oferecem um jantar à luz de velas para os seus pais, servido por Chessy e Martin, em um iate decorado para recriar o primeiro encontro dos dois, que foi no Queen Elizabeth II. No jantar, Elizabeth menciona que Nick não a seguiu depois que ela o deixou, e Nick responde que ele não tinha certeza se Elizabeth queria ele. Eles fazem planos para as meninas passarem as férias juntas, mas decidem não retomar seu relacionamento.
Hallie e Annie forçam seus pais a levá-las em uma viagem de campo, na esperança dos dois se apaixonarem novamente. Porém Elizabeth convence Meredith em ir acampar com Nick e as meninas em seu lugar. Durante a viagem, as gêmeas aprontam para cima de Meredith, e tudo explode depois que as duas colocam Meredith no lago enquanto ela dormia. Meredith fica furiosa e dá a Nick um ultimato: ela ou suas filhas. Nick escolhe as filhas e rompe o noivado. Quando Nick volta para casa, ele mostra para Elizabeth a sua coleção de vinhos, que inclui o vinho que ambos beberam em seu casamento. Elizabeth é tocada sentimentalmente no início, mas fica com medo do que poderia acontecer entre Nick e ela, e resolve retornar a Londres com Annie. No entanto, quando Annie e Elizabeth chegam em casa, encontram Hallie e Nick esperando por elas. Eles explicam que tinham percebido que não queriam perder as duas novamente e Nick finalmente vai atrás de Elizabeth, já que era o que ela queria na primeira vez que o deixou. Uma montagem de fotos durante os créditos finais mostram Nick e Elizabeth casando novamente a bordo do QE2, com as meninas como damas de honra e Martin e Chessy juntos.

## Elenco e personagens

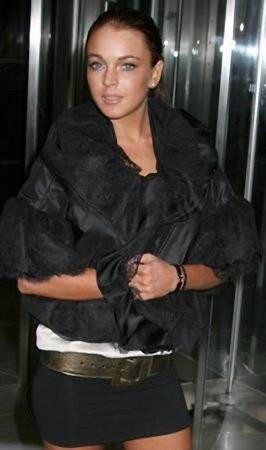
Lindsay Lohan deu vida a gêmeas Hallie Parker e Annie James

- Lindsay Lohan .... Hallie Parker / Annie James, irmãs gêmeas de onze anos que foram separadas após o nascimento. Após o divórcio de seus pais, elas foram criadas separadamente, sem conhecimento da existência uma da outra - até que se encontrassem no acampamento de verão por acaso. Erin Mackey foi a dublê de corpo de Lohan atuando nas cenas em que as gêmeas aparecem juntas.[10]
- Dennis Quaid .... Nicholas "Nick" Parker, pai de Annie e Hallie, um rico enólogo americano.
- Natasha Richardson .... Elizabeth James, mãe de Annie e Hallie, uma rica designer britânica de vestidos de noiva.
- Elaine Hendrix .... Meredith "Cruela" Blake, uma publicitária de 26 anos que odeia crianças que planeja se casar com Nick por seu dinheiro.
- Lisa Ann Walter .... Chessy Parker, governanta de Nick. Ela conhece e se apaixona por Martin. Ela também descobre que "Hallie" é na verdade Annie depois de perceber seu comportamento estranho.
- Simon Kunz .... Martin Tattersall, o mordomo da família James, que se apaixona por Chessy.
- Polly Holliday .... Marva Kulp, Sr., proprietária e gerente da Camp Walden.
- Maggie Wheeler .... Marva Kulp, Jr., filha e assistente de Marva Kulp Sr.
- Ronnie Stevens .... Avô Charles James, pai de Elizabeth e avô materno de Annie e Hallie. Depois que ele pega Hallie no telefone com Annie, ela conta a ele sobre a troca de lugares das gêmeas.
- Joanna Barnes .... Vicki Blake, mãe de Meredith. Joanna Barnes também apareceu como Vicki Robinson no filme de 1961.
- Katerina Graham .... Jackie, amiga de Annie
- Kirk Allgayer Jr. .... Louis Turner
- J. Patrick McCormack .... Les Blake
- Erin Mackey .... professora de Hallie/Annie
- Hallie Meyers-Shyer .... Lindsay, amiga de Annie
- Maggie Emma Thomas .... Zoe, amiga de Hallie
- Courtney Woods .... Nicole, amiga de Hallie

A mãe de Lohan, Dina, e os irmãos Michael, Aliana e Cody, todos aparecem em participações especiais não creditadas no aeroporto.

## Produção
A filmagem principal começou em 15 de julho de 1997, em Londres, Reino Unido, e continuou em Napa Valley AVA, São Francisco, Lake Arrowhead e Los Angeles, Califórnia
Os nomes das gêmeas no filme são também os nomes das filhas da diretora Nancy Meyers com o diretor Charles Shyer, Annie Meyers-Shyer e Hallie Meyers-Shyer. As duas também fazem uma pequena participação no longa.
Em 2001, a Variety informou que a Disney estava preparando uma sequência diretamente em vídeo do filme mostrando as aventuras das gêmeas no ensino médio.
Em 2016, Lindsay Lohan visitou a casa de uma das gêmeas em Londres e publicou em seu Instagram.

## Recepção da Crítica
The Parent Trap conseguiu aclamação da crítica profissional. No site Rotten Tomatoes tem um índice de aprovação de 86% com uma classificação de 6,8/10 com base em 50 comentários. O consenso do site afirma: "A escritora-diretora Nancy Meyers pegou a fórmula vencedora do filme original de 1961 e deu a ele um toque moderno e amável, enquanto a jovem estrela Lindsay Lohan brilha em seu papel de destaque." O Metacritic deu ao filme uma pontuação de 64/100, com base em 19 comentários de críticos, indicando avaliações "geralmente favoráveis".
Gene Siskel e Roger Ebert deram ao filme três estrelas. O crítico Kenneth Turan chamou Lindsay Lohan de "a alma deste filme tanto quanto Hayley Mills era do original", passando a dizer que "ela é mais adepta do que sua antecessora na criação de duas personalidades distintas".
Lohan ganhou um Young Artist Award por melhor desempenho em um longa-metragem.

### Bilheteria
Em seu fim de semana de estreia, o filme arrecadou US$ 11 148 497, em 2 247 cinemas nos Estados Unidos e Canadá, ficando em segundo lugar, atrás do longa O Resgate do Soldado Ryan. No final, o filme faturou US$ 66 308 518 de dólares nos Estados Unidos, e US$ 25 800 000 internacionalmente, totalizando US$ 92 108 518 de dólares. O filme foi lançado no Reino Unido em 11 de dezembro de 1998 e estreou em #3, atrás de Rush Hour e The Mask of Zorro.

## Trilha sonora
A trilha sonora intitulada, "The Parent Trap - Original Soundtrack" foi lançada em 21 de Julho de 1998 pela Walt Disney Records. Uma trilha instrumental foi lançada em 1 de setembro de 1998.
A música usada na sequência de abertura em que vislumbres do primeiro casamento de Nick e Elizabeth é vista é "L-O-V-E", de Nat King Cole. A música usada nos créditos finais, em que fotos do segundo casamento de Nick e Elizabeth são vistas, é "This Will Be (An Everlasting Love)", de sua filha Natalie Cole.
A música instrumental apresentada com destaque na cena do hotel, onde as meninas e seus pais se cruzam por acaso é "In the Mood", que foi anteriormente tornado famoso pela banda de Glenn Miller. Mais tarde no hotel, Hallie canta alguns bares de "Let's Get Together", uma música da primeira versão do filme que foi um sucesso para sua estrela, Hayley Mills. A música também é citada sobre o logotipo da Walt Disney Pictures e no final do pacote de créditos finais de Alan Silvestri.
Quando Hallie aparece no jogo de pôquer de Annie em Camp Walden, a música usada é "Bad to the Bone", de George Thorogood e the Destroyers.
A música de fundo ouvida na cena da fogueira é "How Bizarre" pelo grupo musical OMC.
A música que toca quando Hallie e Annie estão fazendo o seu caminho até Isolation Cabin é o tema principal de The Great Escape, de Elmer Bernstein.

### Trilha sonora
The Parent Trap (Original Soundtrack)
1. "L-O-V-E" - Nat King Cole
2. "Do You Believe In Magic" - The Lovin' Spoonful
3. "There She Goes" - The La's
4. "Top Of The World" - Shonen Knife
5. "Here Comes the Sun" - Bob "Bronx Style" Khaleel
6. "(I Love You) For Sentimental Reasons" - Linda Ronstadt
7. "Soulful Strut" - Young-Holt Unlimited
8. "Never Let You Go" - Jakaranda
9. "Bad To The Bone" - George Thorogood & The Destroyers
10. "The Happy Club" - Bob Geldof
11. "Suite from The Parent Trap" - Alan Silvestri
12. "This Will Be (An Everlasting Love)" - Natalie Cole
13. "Dream Come True" - Ta-Gana
14. "Groovin'" - Pato Banton & The Reggae Revolutation
15. "Let's Get Together" - Nobody's Angel

### Música
Todas as faixas escritas e compostas por Alan Silvestri. 
| The Parent Trap (Original Score) |                              |         |  |
| N.º                              | Título                       | Duração |  |
| 1.                               | "The Disney Logo"            | 0:16    |  |
| 2.                               | "Suite from The Parent Trap" | 7:12    |  |
| 3.                               | "Annie and Martin"           | 1:00    |  |
| 4.                               | "Shake Hands, Girls"         | 0:34    |  |
| 5.                               | "Like Twins"                 | 3:39    |  |
| 6.                               | "Changes"                    | 2:41    |  |
| 7.                               | "Hallie Meets Mom"           | 3:43    |  |
| 8.                               | "Annie Meets Dad"            | 2:11    |  |
| 9.                               | "Vineyard Suite"             | 1:38    |  |
| 10.                              | "I Am Annie"                 | 1:17    |  |
| 11.                              | "Dad's Getting Married"      | 1:01    |  |
| 12.                              | "Hallie Breaks the News"     | 1:49    |  |
| 13.                              | "You'll Kill in It"          | 0:53    |  |
| 14.                              | "Table for Two"              | 1:51    |  |
| 15.                              | "She's Gone"                 | 2:05    |  |
| 16.                              | "Where Dreams Have No End"   | 2:18    |  |
| 17.                              | "We Actually Did It"         | 1:38    |  |
| 18.                              | "Finale"                     | 3:52    |  |
| Duração total:                   | Duração total:               | 39:46   |  |

## Remake
Em fevereiro de 2018, foi revelado que remakes de vários filmes estão em desenvolvimento como conteúdo exclusivo para o próximo serviço de streaming Disney+ da Walt Disney Studios; com um dos nomeados no anúncio como The Parent Trap.